# Sakae Ōsugi
Sakae Ōsugi , (大杉 栄, Ōsugi  Sakae), (Marugame, 17 de enero de 1885-Tokio, 16 de septiembre de 1923) fue un militante anarquista japonés.

## Biografía
Nació en Marugame, en la prefectura de Kagawa. En 1902, estudia la literatura en Tokio y se interesa por el cristianismo y por el socialismo.
De Shūsui Kōtoku aprendió las ideas de Kropotkin y tradujo en japonés varias obras del anarquista ruso. Después descubrió Bakunin del que se sentirá más cercano. Tras la muerte de Kōtoku en 1911, Ōsugi se convierte en la principal referencia del anarquismo en Japón. Sus artículos comentaban el crecimiento de la CGT francesa y lo ponía como ejemplo para el sindicalismo japonés. También tradujo en japonés varios libros de anarquistas occidentales, obras científicas como El origen de las especies de Darwin o pensadores como Romain Rolland. Ha participado en el desarrollo del esperanto.
Además de Kropotkin y Bakunin, un tercer anarquista le fascinó. Se trata del ucraniano Nestor Makhno. De hecho, su hijo se apodó Nestor. A sus cuatro hijas también les puso nombres de anarquistas internacionales en homenaje a Emma Goldman y Louise Michel. En lo que concierne Nestor Makhno, Ōsugi consideraba que el movimiento de Makhno en Ucrania (1918-1921) como el aspecto más importante de la Revolución rusa. En el viaje que hizo a Europa en 1923, Ōsugi intentó encontrarse con sus seguidores.
Sakae Ōsugi participó en las revueltas del arroz de 1918 y pasó por la cárcel en varias ocasiones como por ejemplo después del Incidente de la bandera roja en 1908. 
En 1923 es asesinado por la policía militar japonesa en lo que se llamó el Incidente de Amakasu después del terremoto de Kanto.

## Posteridad
En 1969, Kijû Yoshida realiza la película Eros + Massacre que trata de la vida de Sakae Ōsugi y de sus relaciones tumultuosas con las mujeres.